# Фалез-Юг (кантон)
Фалез-Юг (фр. Falaise-Sud) — упраздненный кантон во Франции, находился в регионе Нижняя Нормандия. Департамент кантона — Кальвадос. Входил в состав округа Кан. Население кантона на 2006 год составляло 9854 человек.
Код INSEE кантона 1418. Всего в кантон Фалез-Юг входило 8 коммун, из них главной коммуной являлась Фалез.

## Коммуны кантона
- Дамбленвиль — население 208 чел.
- Эрен — население 247 чел.
- Френе-ла-Мер — население 473 чел.
- Ла-Огет — население 601 чел.
- Пертвиль-Нер — население 235 чел.
- Версенвиль — население 401 чел.
- Вилли-ле-Фалез — население 243 чел.